# チャリチャリ
チャリチャリ（Charichari）は、チャリチャリ株式会社（チャリチャリ）が日本国内で展開する自転車シェアリングサービスである。2024年4月1日現在、福岡市、名古屋市、東京都区部、熊本市、久留米市で展開されている。

## 概要

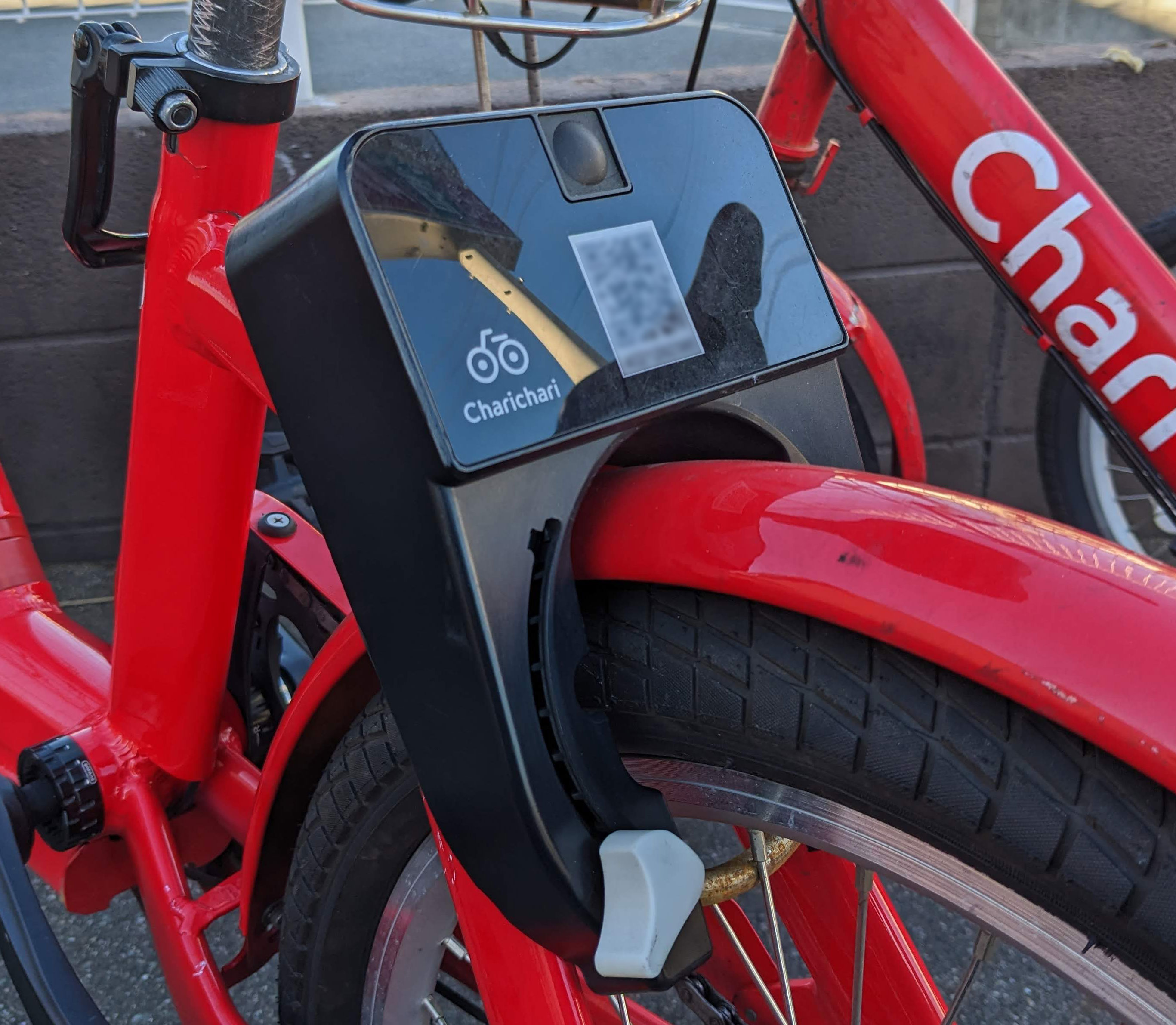
QRコードが付けられた自転車の鍵

スマートフォンアプリを使った自転車シェアリングサービスである。利用料金は、ベーシック(非アシスト車)が7円/1分、電動アシストが17円/1分である。
利用者はアプリ上の地図で自転車のあるポートを探す。自転車につけられたQRコードをアプリで読み取って解錠し、目的地のポートまで移動したら自転車を施錠することで利用が終了する。1日分の利用料が翌日以降まとめて課金され、クレジットカードで支払うことができる。

## 沿革

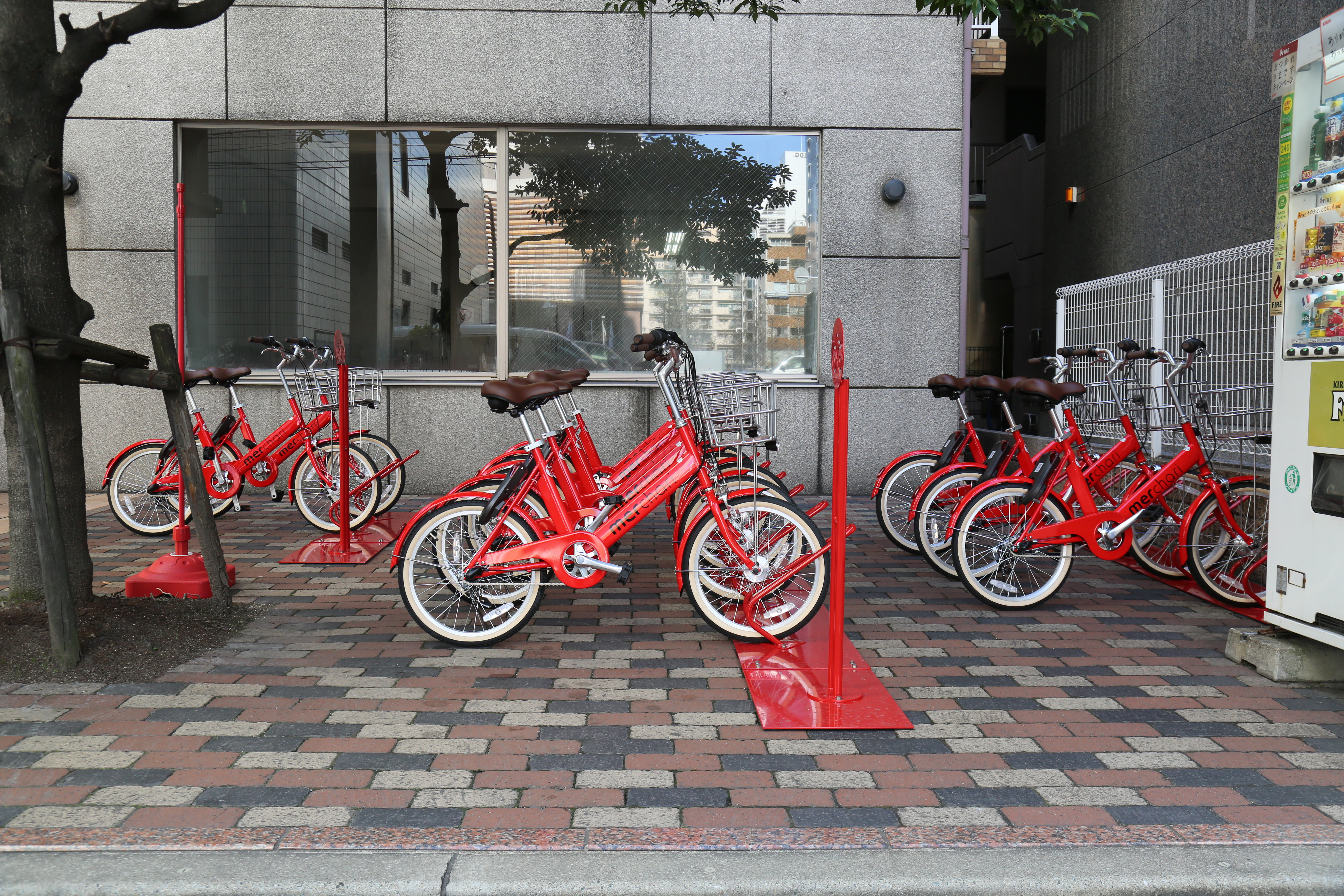
メルチャリのポート (福岡市、2018年)

2018年2月27日、メルカリの子会社のソウゾウと福岡市が共同で「メルチャリ」として福岡市の中心部でシェアサイクルサービスを開始する。2018年6月22日には「福岡スマートシェアサイクル実証実験事業」に認定された。2019年夏にメルカリのシェアサイクル事業撤退によりソウゾウからneuetに事業継承され、2020年4月からは2023年度までの「福岡スマートシェアサイクル事業」となり、2021年4月にチャリチャリと改称された。さらに、2024年4月1日には会社名もチャリチャリ株式会社に変更された。
2020年7月15日には名古屋市で、2020年9月16日からは浅草でサービスが開始された。2021年には九州朝日放送、中京テレビ放送と、2022年7月には肥銀キャピタル、2023年1月には佐銀キャピタル、2023年3月には豊田合成、三重テレビ放送とそれぞれ資本提携を結び、福岡・名古屋での事業拡大を目指している。2021年5月より電動アシスト自転車導入やエリア拡張のため利用料が1分4円から1分6円に値上げされた。また、2024年4月1日には、自転車の管理費用や人件費の増加に対応するため、ベーシックが1分6円から1分7円に、電動アシストが1分15円から1分17円に値上げされた。
2022年4月28日には熊本市でサービスが開始された。
2024年4月1日には久留米市でサービスが開始された。

## ポート数・車両数
2020年3月時点でのポート数は260箇所、車両数は1100台であった。2020年6月時点でのポート数は280箇所、車両は1200台であった。2020年9月、福岡市郊外部へのエリア拡大により福岡市内のポート数は330箇所となった。福岡市内のみで2023年度末にポート600箇所、自転車4000台となる計画である。福岡市の2021年5月現在のポート数は370箇所、車両数は1500台である。2021年8月には東区にエリアを拡大した。なお、福岡市の2024年4月現在のポート数は700箇所、車両数は4200台である。
一方、名古屋市内では2024年時点でポート300箇所、車両数900台となっている。2025年末までにポート400箇所、車両数2500台を目指している。
熊本市内では、2024年3月時点でポート300箇所、車両数1100台となっている。熊本市内の展開エリアを2026年度までに段階的に拡げ、熊本市の江津湖や県民総合運動公園、JR西熊本駅周辺までカバーするとしている。
東京都内では、台東区、墨田区を中心に2024年4月時点で60箇所のポートが設けられている。

## 利用実績

### 月間利用実績
- 2019年5月：約12万回[3]
- 2020年5月：175,802回[12]
- 2020年6月：約21万回[19]

### 累計利用実績
- 2019年9月20日：100万回[13]
- 2020年5月15日：200万回[13]
- 2020年9月29日：300万回[13]
- 2022年7月 : 1000万回[20]